# Simianus pascoei
Simianus pascoei is een keversoort uit de familie Callirhipidae. De wetenschappelijke naam van de soort werd in 1895 gepubliceerd door Charles Owen Waterhouse. De soort werd door Jiří Hájek in 2011 in het geslacht Simianus geplaatst. De soort komt voor in Maleisië (Penang).